# Tromsø Idrettslag 2009
Questa voce raccoglie le informazioni riguardanti il Tromsø Idrettslag nelle competizioni ufficiali della stagione 2009.

## Rosa
| N. |                                 | Ruolo | Calciatore              |
| -- | ------------------------------- | ----- | ----------------------- |
| 1  | Svezia (bandiera)               | P     | Marcus Sahlman          |
| 1  | Norvegia (bandiera)             | P     | Felix Breivik           |
| 4  | Norvegia (bandiera)             | A     | Morten Moldskred        |
| 5  | Norvegia (bandiera)             | D     | Kevin Larsen            |
| 6  | Norvegia (bandiera)             | C     | Helge Haugen            |
| 7  | Finlandia (bandiera)            | D     | Miika Koppinen          |
| 8  | Norvegia (bandiera)             | C     | Mads Reginiussen        |
| 9  | Norvegia (bandiera)             | A     | Dan Roger Roland        |
| 10 | Norvegia (bandiera)             | A     | Sigurd Rushfeldt        |
| 11 | Norvegia (bandiera)             | C     | Ruben Yttergård Jenssen |
| 12 | Bosnia ed Erzegovina (bandiera) | P     | Sead Ramović            |
| 13 | Norvegia (bandiera)             | P     | Espen Isaksen           |
| 13 | Canada (bandiera)               | P     | Kenny Stamatopoulos     |

| N. |                       | Ruolo | Calciatore        |
| -- | --------------------- | ----- | ----------------- |
| 14 | Norvegia (bandiera)   | C     | Lars Iver Strand  |
| 15 | Norvegia (bandiera)   | D     | Yngvar Håkonsen   |
| 16 | Norvegia (bandiera)   | D     | Hans Åge Yndestad |
| 17 | Norvegia (bandiera)   | C     | Remi Johansen     |
| 18 | Norvegia (bandiera)   | C     | Tommy Knarvik     |
| 19 | Norvegia (bandiera)   | C     | Martin Knudsen    |
| 20 | Somalia (bandiera)    | A     | Mohammed Ahamed   |
| 22 | Estonia (bandiera)    | C     | Joel Lindpere     |
| 24 | Austria (bandiera)    | D     | Dominique Taboga  |
| 25 | Finlandia (bandiera)  | A     | Keijo Huusko      |
| 26 | Norvegia (bandiera)   | D     | Tom Høgli         |
| 27 | Costa Rica (bandiera) | C     | Douglas Sequeira  |
| 30 | Brasile (bandiera)    | A     | Adriano           |

## Risultati

### Campionato

#### Girone di andata
| Arbitro: | Hauge (Bergen) |

|             |           |               |
| Carlsen 45’ | Marcatori | 48’ Rushfeldt |

| Arbitro: | Øvrebø (Oslo) |

|                                   |           |                                                     |
| Koppinen 77’ Rushfeldt 84’ (rig.) | Marcatori | 17’ Tettey 28’ Sapara 40’ (aut.) Haugen 48’ Demidov |

| Arbitro: | Olsen (Kristiansand) |

|                                |           |                                            |
| Andresen 45’ Fredheim Holm 72’ | Marcatori | 9’, 43’ Moldskred 19’ Rushfeldt 62’ Strand |

| Arbitro: | Berntsen (Vang) |

|                                  |           |                                       |
| Bjarnason 42’ (rig.), 69’ (rig.) | Marcatori | 24’, 36’ Moldskred 33’, 38’ Rushfeldt |

| Arbitro: | Helgerud (Lier) |

|            |           |               |
| Strand 61’ | Marcatori | 87’ Eziyodawe |

| Arbitro: | Sandmoen |

|                              |           |              |
| Bolaños 15’ Hulsker 37’, 52’ | Marcatori | 43’ Lindpere |

| Arbitro: | Skjerven (Kaupanger) |

|              |           |              |
| Lindpere 51’ | Marcatori | 60’ Sørensen |

| Arbitro: | Johnsen |

|                                      |           |  |
| Ramberg 10’ Borges 77’ Martinsen 81’ | Marcatori |  |

| Tromsø 16 maggio 2009, ore 18:00 CEST 9ª giornata | Tromsø  | 0 – 0 referto | Bodø/Glimt | Alfheim Stadion (7.492 spett.)\| Arbitro: \| Staberg \| |
| Arbitro:                                          | Staberg |               |            |                                                         |

| Arbitro: | Sælen (Bergen) |

|          |           |             |
| Mota 85’ | Marcatori | 90’ Knarvik |

| Arbitro: | Moen (Haugesund) |

|               |           |  |
| Moldskred 19’ | Marcatori |  |

| Arbitro: | Hauge (Bergen) |

|                            |           |  |
| Kobayashi 20’ Diskerud 77’ | Marcatori |  |

| Arbitro: | Olsen (Kristiansand) |

|              |           |          |
| Koppinen 59’ | Marcatori | 89’ Mane |

| Arbitro: | Hafsås |

|                         |           |               |
| Kamara 49’ Storflor 90’ | Marcatori | 46’ Moldskred |

| Arbitro: | Øvrebø (Oslo) |

|  |           |               |
|  | Marcatori | 75’ Bjarnason |

#### Girone di ritorno
| Arbitro: | Olsen (Kristiansand) |

|                                             |           |                |
| Adriano 26’ Moldskred 72’ Jääger 81’ (aut.) | Marcatori | 45’ Stephenson |

| Trondheim 23 settembre 2009, ore 20:45 CEST 17ª giornata | Rosenborg       | 0 – 0 referto | Tromsø | Lerkendal Stadion (18.771 spett.)\| Arbitro: \| Berntsen (Vang) \| |
| Arbitro:                                                 | Berntsen (Vang) |               |        |                                                                    |

| Arbitro: | Helgerud (Lier) |

|                           |           |  |
| Knarvik 34’ Rushfeldt 88’ | Marcatori |  |

| Arbitro: | Berntsen (Vang) |

|                               |           |              |
| Rushfeldt 52’ Reginiussen 72’ | Marcatori | 45’ Pedersen |

| Arbitro: | Øvrebø (Oslo) |

|                        |           |                           |
| Occean 60’ Sundgot 62’ | Marcatori | 2’ Reginiussen 35’ Strand |

| Tromsø 15 agosto 2009, ore 18:00 CEST 21ª giornata | Tromsø  | 0 – 0 referto | Stabæk | Alfheim Stadion (5.605 spett.)\| Arbitro: \| Staberg \| |
| Arbitro:                                           | Staberg |               |        |                                                         |

| Arbitro: | Helgerud (Lier) |

|            |           |  |
| Kovács 42’ | Marcatori |  |

| Arbitro: | Berntsen (Vang) |

|                          |           |  |
| Rushfeldt 31’ Larsen 35’ | Marcatori |  |

| Arbitro: | Hafsås |

|               |           |  |
| Mane 68’, 80’ | Marcatori |  |

| Arbitro: | Edvartsen (Hamar) |

|                 |           |  |
| Reginiussen 25’ | Marcatori |  |

| Arbitro: | Johnsen |

|  |           |            |
|  | Marcatori | 56’ Strand |

| Arbitro: | Hagen (Grue) |

|  |           |                         |
|  | Marcatori | 50’ Huseklepp 80’ Solli |

| Arbitro: | Sælen (Bergen) |

|                   |           |             |
| Sti. Johansen 90’ | Marcatori | 89’ Knarvik |

| Arbitro: | Døvle |

|                                       |           |            |
| Rushfeldt 7’ Knarvik 22’ Johansen 50’ | Marcatori | 79’ Fevang |

| Arbitro: | Sandmoen |

|               |           |  |
| Bjarnason 85’ | Marcatori |  |

### Coppa di Norvegia
| Tromsø 10 maggio 2009, ore 18:00 CEST Primo turno                               | Fløya     | 0 – 4 referto                                 | Tromsø | Fløyabanen |
| \| \| \| \| \| \| Marcatori \| 10’ Yndestad 32’ Rushfeldt 34’, 72’ Moldskred \| |           |                                               |        |            |
|                                                                                 |           |                                               |        |            |
|                                                                                 | Marcatori | 10’ Yndestad 32’ Rushfeldt 34’, 72’ Moldskred |        |            |

| Mo i Rana 28 maggio 2009, ore 18:00 CEST Secondo turno                                          | Stålkameratene | 2 – 3 referto                      | Tromsø |  |
| \| \| \| \| \| Slettevold 48’ Imingen 59’ \| Marcatori \| 45’ Strand 89’ Larsen 90’ Lindpere \| |                |                                    |        |  |
|                                                                                                 |                |                                    |        |  |
| Slettevold 48’ Imingen 59’                                                                      | Marcatori      | 45’ Strand 89’ Larsen 90’ Lindpere |        |  |

| Tromsø 17 giugno 2009, ore 18:00 CEST Terzo turno                    | Tromsø    | 4 – 0 referto | Hønefoss | Alfheim Stadion |
| \| \| \| \| \| Moldskred 5’, 66’, 77’ Adriano 55’ \| Marcatori \| \| |           |               |          |                 |
|                                                                      |           |               |          |                 |
| Moldskred 5’, 66’, 77’ Adriano 55’                                   | Marcatori |               |          |                 |

| Arbitro: | Staberg |

|                               |           |  |
| Reginiussen 10’ Rushfeldt 27’ | Marcatori |  |

| Oslo 9 agosto 2009, ore 16:00 CEST Quarti di finale                                                                | Vålerenga | 4 – 3 referto                   | Tromsø | Ullevaal Stadion (4.873 spett.) |
| \| \| \| \| \| Sæternes 21’, 85’ Hæstad 74’ Koppinen 90’ (aut.) \| Marcatori \| 8’ Rushfeldt 25’, 38’ Moldskred \| |           |                                 |        |                                 |
| |           |                                 |        |                                 |
| Sæternes 21’, 85’ Hæstad 74’ Koppinen 90’ (aut.)                                                                   | Marcatori | 8’ Rushfeldt 25’, 38’ Moldskred |        |                                 |

### Europa League
| Minsk 16 luglio 2009, ore 18:00 CET Secondo turno preliminare Andata | Dinamo Minsk | 0 – 0 referto | Tromsø | Dynama Stadium\| Arbitro: \| Olšiak \| |
| Arbitro:                                                             | Olšiak       |               |        |                                        |

| Arbitro: | Liesveld |

|                                                         |           |                |
| Knarvik 28’, 90'+1’ Martynovič 76’ (aut.) Moldskred 89’ | Marcatori | 83’ Mbanangoyé |

| Arbitro: | Gil |

|                             |           |                    |
| Moldskred 67’ Rushfeldt 69’ | Marcatori | 38’ (rig.) Šafarić |

| Arbitro: | Jech |

|  |           |                    |
|  | Marcatori | 14’, 82’ Rushfeldt |

| Arbitro: | Kever |

|                                                     |           |                            |
| Javi Martínez 62’ (rig.) de Marcos 86’ Llorente 90’ | Marcatori | 42’ Rushfeldt 78’ Lindpere |

| Arbitro: | Chapron |

|               |           |                          |
| Rushfeldt 61’ | Marcatori | 56’ (rig.) Javi Martínez |